# Gornji Petrovci
Gornji Petrovci (mađarski: Péterhegy, prekomurski: Gorenji Petrovci) je naselje i središte istoimene općina u sjevernoj Sloveniji. Gornji Petrovci se nalaze u sjevernome dijelu pokrajine Prekmurje u blizini granice s Austrijom i Mađarskom.

## Stanovištvo
Prema popisu stanovništva iz 2002. godine Gornji Petrovci su imali 355 stanovnika.

## Vanjske poveznice
- Satelitska snimka naselja, plan naselja  Arhivirana inačica izvorne stranice od 29. srpnja 2017. (Wayback Machine)